# Christophe Luthringer
Christophe Luthringer est un acteur et metteur en scène français.

## Biographie
Après avoir suivi les enseignements de Niels Arestrup, Philippe Léotard, et Roberto Petrolini, il fonde sa compagnie de théâtre en 1993 : Le Septentrion. 

## Metteur en scène

### Théâtre
- 1996 : Une Nuit avec Sacha Guitry, montage de textes de Sacha Guitry,  Petit-Marigny
- 1997 : La  Surprise de l’Amour, de Marivaux, Théâtre Grévin, puis Festival d'Avignon, Afrique, Tournée Internationale
- 1998 : Oui de Gabriel Arout au Vingtième Théâtre et tournée Internationale
- 1999 - 2000 : Au Fond des Bois de Jean-Louis Bourdon au Festival d'Avignon et tournée Nationale
- 2001 : Pierre et Papillon, de Murielle Magellan, Festival  d’Avignon, Ciné 13 Théâtre, Théâtre des Mathurins
- 2002 : Paul et Virginie de Bernardin de Saint Pierre à L'Ile de la Réunion, Maurice et Madagascar.
- 2003 : Ta Gueule je t'Aime de Thierry Samitier à la Comédie de PAris et Tournée Nationale
- 2004 : Houria, la Femme que j'étais à L'UNESCO, Ile Maurice, Tournée Internationale.
- 2005 : Je t’avais dit, tu m’avais dit, de Jean Tardieu, Théâtre du Lucernaire, Tournée Nationale
- 2006 : Rodin, tout le temps que dure le jour, de Françoise Cadol, Théâtre Mouffetard, Tournée Nationale
- 2009 : Ex-Voto, de Xavier Durringer, Théâtre du Lucernaire, Tournée Internationale
- 2010 : "Family Dream" Création Visuelle Collective à Tahiti, Saint Pétersbourg
- 2012 : L’Hôtel des Roches Noires, comédie musicale de Françoise Cadol (livret) et Stéphane Corbin (musique), Vingtième Théâtre, Théâtre Nationale
- 2013 : La Vie de Galilée, de Bertolt Brecht, Théâtre du Lucernaire, Tournée Internationale
- 2014 : Jeanne et Marguerite, de Valérie Perronet, Théâtre La Bruyère, Tournée Internationale
- 2014 : Histoires d'hommes de Xavier Durringer, avec Magali Bros, Pauline Devinat et Aude Kerivel, au Théâtre Poche Montparnasse
- 2014 : Little Boy avec Christophe Alévêque, création Festival d'Avignon et tournée.
- 2015 : La Colère de Dom Juan, création pour le Festival d'Avignon et tournée.
- 2017-2018 : Fausse note de Didier Caron, avec Tom Novembre et Christophe Malavoy, tournée, Festival d'Avignon off, théâtre Michel

### Opéra
- 2009 : Faust, de Gounod, Théâtre Roger-Barat, Herblay (Val d'Oise)
- 2010 : La Flûte enchantée, de Mozart, Théâtre Roger-Barat, Herblay (Val d'Oise)